# Ford Rainey
Ford Rainey (8 de agosto de 1908 — 25 de julho de 2005) foi um ator norte-americano que atuava no cinema, no teatro e na televisão.